# Thibault Tricole
Thibault Tricole (* 11. Oktober 1989 in Auray, Département Morbihan) ist ein französischer Dartspieler und der Erste seines Landes, der sich für eine Weltmeisterschaft qualifizierte sowie das Finale einer solchen erreichen konnte.

## Karriere
Zuerst spielte Thibault Tricole ab 2010 bei Turnieren der BDO, erzielte dort zunächst aber keine nennenswerten Erfolge. Erst ab 2019 trat der Franzose öfter in Erscheinung, als er erstmals bei der Q-School der PDC versuchte, sich eine Tour Card zu erspielen. Im Laufe des Jahres gelangen ihm dann bei den Torremolinos Open und bei den Greek Open der BDO erste Turniersiege auf internationalem Niveau. Bei drei weiteren Turnieren erreichte er außerdem das Finale. Auch bei den World Masters nahm Tricole im selben Jahr teil und erreichte dort die Runde der letzten 32. 
Im Januar 2020 konnte sich Thibault Tricole dann als erster Franzose überhaupt für die BDO-Weltmeisterschaft qualifizieren. Hier bezwang er in der Vorrunde den Schotten Ross Montgomery im Sudden-Death mit 3:2, bevor er in der ersten Hauptrunde dessen Landsmann Ryan Hogarth unterlag. Mit dem Isle of Man Masters gewann Tricole im März sein drittes WDF-Turnier. Seit 2021 spielt der Franzose auch die PDC Challenge Tour und erreichte dort im selben Jahr ein Halbfinale. Mit Siegen bei den Denmark Open und den Welsh Classic schloss er das Jahr erfolgreich und auf Position 2 der WDF-Weltrangliste ab. Nach einem weiteren gescheiterten Versuch bei der Q-School rückte er im März 2022 aufgrund vieler Absagen erstmals in zwei Players Championships nach. 
Auf Setzposition 2 ging es für Tricole dann zur Erstaustragung der WDF-Weltmeisterschaft. Nach Siegen über Shawn Burt, Steve Hine, Andy Baetens und Cameron Menzies, wo er in zwei der vier Partien Matchdarts gegen sich hatte, erreichte er als erster Franzose überhaupt das Finale einer Weltmeisterschaft. Nach gutem Start musste er sich dort im entscheidenden Satz gegen den Nordiren Neil Duff geschlagen geben. Ende April 2022 gab Tricole sein Debüt auf der European Darts Tour, wo er sich als erster Franzose überhaupt für solch ein Turnier qualifizierte. In seinem Erstrundenmatch bei den Austrian Darts Open 2022 traf Tricole auf den vor heimischem Publikum spielenden Zoran Lerchbacher, gegen den er knapp mit 5:6 verlor. Lerchbacher checkte dabei 167 Punkte zum Match aus, während Tricole auf 56 Punkten Rest stand.
Bei den Dutch Open 2022 spielte sich Tricole bis ins Halbfinale, welches er mit 1:2 in Sätzen gegen den späteren Sieger Jelle Klaasen verlor. Er gewann zudem den Doppelwettbewerb an der Seite des Belgiers Andy Baetens. Dafür schlugen sie im Finale Neil Duff und seinen Partner Barry Copeland mit 5:1. Bei den Italian Grand Masters Ende November kam Tricole ins Halbfinale, welches er gegen Turniersieger James Hurrell verlor. Dafür gewann er die Italian Open mit einem Finalsieg über den Italiener Dario Fochesato mit 5:1. Auf der PDC Challenge Tour gelang Tricole als erstem Franzosen überhaupt ein Turniersieg mit 5:3 gegen Gian van Veen, seine erste PDC-WM-Teilnahme verpasste er in der Südwesteuropaqualifikation nur knapp. Die Challenge Tour Order of Merit schloss er daraufhin auf Rang 6 ab, womit er bei der Q-School 2023 direkt in der Final Stage starten durfte. Dabei erspielte Tricole zwar vier Punkte für die Rangliste, diese reichten jedoch nicht für die Tour Card. Im März gab der Franzose sein Debüt bei den UK Open, zudem war er bei einem weiteren Challenge-Tour-Turnier siegreich und spielte sich als Nachrücker beim Players Championship-Turnier Nummer 13 ins Achtelfinale.
Im Juni 2023 gab Tricole an der Seite von Jacques Labre sein Debüt beim World Cup of Darts. Nach Siegen über Nordirland und die Ukraine schlossen die Franzosen die Gruppenphase als erster ab und waren auch gegen die südafrikanische Auswahl siegreich. Somit stand man im Viertelfinale, war dort aber gegen Gary Anderson und Peter Wright chancenlos unterlegen.
Als erster Franzose kam er über den West European Qualifier zur PDC-Weltmeisterschaft 2024. Sein Erstrundenmatch gewann er mit 3:1 gegen Mario Vandenbogaerde, in Runde zwei musste er sich dem früheren Weltmeister Rob Cross mit 0:3 geschlagen geben.
Bei der Q-School 2024 greift Tricole aufgrund seiner guten Leistungen auf der Challenge Tour erst in der Final Stage ein. Am letzten Tag der Final Stage spielte er sich bis ins Halbfinale und sicherte sich damit über die Rangliste als zweiter Franzose nach Jacques Labre eine PDC Tour Card.
Bei seiner zweiten PDC-WM-Teilnahme konnte er sich in einem Auftaktspiel mit 3:1 in Sätzen gegen den Australier Joe Comito durchsetzen. Wenige Stunden später unterlag er in Runde 2 gegen den Titelverteidiger Luke Humphries mit 0:3-Sets.

## Weltmeisterschaftsresultate

### BDO
- 2020: 2. Runde (1:3-Niederlage gegen  Ryan Hogarth)

### WDF
- 2022: Finale (5:6-Niederlage gegen  Neil Duff)

### PDC
- 2024: 2. Runde (0:3-Niederlage gegen  Rob Cross)
- 2025: 2. Runde (0:3-Niederlage gegen  Luke Humphries)

## Turnierergebnisse
| Turnier                                    | 2010                       | 2011                       | 2012                       | 2013                       | 2014                       | 2015                       | 2016                       | 2017                       | 2018                       | 2019                       | 2020               | 2021               | 2022               | 2023               | 2024              | 2025              |
| ------------------------------------------ | -------------------------- | -------------------------- | -------------------------- | -------------------------- | -------------------------- | -------------------------- | -------------------------- | -------------------------- | -------------------------- | -------------------------- | ------------------ | ------------------ | ------------------ | ------------------ | ----------------- | ----------------- |
| BDO-Major-Turniere                         |                            |                            |                            |                            |                            |                            |                            |                            |                            |                            |                    |                    |                    |                    |                   |                   |
| Weltmeisterschaft                          | nicht qualifiziert         | nicht qualifiziert         | nicht qualifiziert         | nicht qualifiziert         | nicht qualifiziert         | nicht qualifiziert         | nicht qualifiziert         | nicht qualifiziert         | nicht qualifiziert         | nicht qualifiziert         | 1R                 | Verband insolvent  | Verband insolvent  | Verband insolvent  | Verband insolvent | Verband insolvent |
| World Masters                              | 1R                         | n/t                        | 2R                         | 1R                         | 1R                         | 1R                         | 1R                         | 3R                         | 3R                         | 4R                         | n/a                | Verband insolvent  | Verband insolvent  | Verband insolvent  | Verband insolvent | Verband insolvent |
| WDF-Platin-/Major-Turniere                 |                            |                            |                            |                            |                            |                            |                            |                            |                            |                            |                    |                    |                    |                    |                   |                   |
| Weltmeisterschaft                          | nicht ausgetragen          | nicht ausgetragen          | nicht ausgetragen          | nicht ausgetragen          | nicht ausgetragen          | nicht ausgetragen          | nicht ausgetragen          | nicht ausgetragen          | nicht ausgetragen          | nicht ausgetragen          | nicht ausgetragen  | nicht ausgetragen  | F                  | n/t                | n/t               | n/t               |
| Dutch Open                                 | kein Platin-Turnier        | kein Platin-Turnier        | kein Platin-Turnier        | kein Platin-Turnier        | kein Platin-Turnier        | kein Platin-Turnier        | kein Platin-Turnier        | kein Platin-Turnier        | kein Platin-Turnier        | kein Platin-Turnier        | ?                  | n/a                | HF                 | ?                  | n/t               | n/t               |
| WDF World Cup                              | n/a                        | n/t                        | n/a                        | n/t                        | n/a                        | n/t                        | n/a                        | 3R                         | n/a                        | n/t                        | nicht ausgetragen  | nicht ausgetragen  | nicht ausgetragen  | n/t                | n/a               | n/t               |
| WDF Europe Cup                             | n/t                        | n/a                        | 1R                         | n/a                        | n/t                        | n/a                        | VF                         | n/a                        | AF                         | nicht ausgetragen          | nicht ausgetragen  | nicht ausgetragen  | n/t                | n/a                | n/t               | n/a               |
| World Masters                              | nicht ausgetragen          | nicht ausgetragen          | nicht ausgetragen          | nicht ausgetragen          | nicht ausgetragen          | nicht ausgetragen          | nicht ausgetragen          | nicht ausgetragen          | nicht ausgetragen          | nicht ausgetragen          | nicht ausgetragen  | nicht ausgetragen  | GP                 | n/a                | n/t               | n/t               |
| PDC-Ranking-Turniere                       |                            |                            |                            |                            |                            |                            |                            |                            |                            |                            |                    |                    |                    |                    |                   |                   |
| Weltmeisterschaft                          | nicht teilgenommen         | nicht teilgenommen         | nicht teilgenommen         | nicht teilgenommen         | nicht teilgenommen         | nicht teilgenommen         | nicht teilgenommen         | nicht teilgenommen         | nicht teilgenommen         | nicht teilgenommen         | nicht qualifiziert | nicht qualifiziert | nicht qualifiziert | nicht qualifiziert | 2R                | 2R                |
| World Masters                              | nicht ausgetragen          | nicht ausgetragen          | nicht ausgetragen          | nicht ausgetragen          | nicht ausgetragen          | nicht ausgetragen          | nicht ausgetragen          | nicht ausgetragen          | nicht ausgetragen          | nicht ausgetragen          | nicht ausgetragen  | nicht ausgetragen  | nicht ausgetragen  | nicht ausgetragen  | nicht ausgetragen | VR                |
| UK Open                                    | nicht teilgenommen         | nicht teilgenommen         | nicht teilgenommen         | nicht teilgenommen         | nicht teilgenommen         | nicht teilgenommen         | nicht teilgenommen         | nicht teilgenommen         | nicht teilgenommen         | nicht qualifiziert         | nicht qualifiziert | nicht qualifiziert | nicht qualifiziert | 1R                 | 3R                | 2R                |
| Players Championship Finals                | nicht teilgenommen         | nicht teilgenommen         | nicht teilgenommen         | nicht teilgenommen         | nicht teilgenommen         | nicht teilgenommen         | nicht teilgenommen         | nicht teilgenommen         | nicht teilgenommen         | nicht qualifiziert         | nicht qualifiziert | nicht qualifiziert | nicht qualifiziert | nicht qualifiziert | 2R                |                   |
| PDC-Turniere ohne Einfluss auf das Ranking |                            |                            |                            |                            |                            |                            |                            |                            |                            |                            |                    |                    |                    |                    |                   |                   |
| World Cup of Darts                         | n/t                        | n/a                        | nicht teilgenommen         | nicht teilgenommen         | nicht teilgenommen         | nicht teilgenommen         | nicht teilgenommen         | nicht teilgenommen         | nicht teilgenommen         | nicht teilgenommen         | nicht teilgenommen | nicht teilgenommen | nicht teilgenommen | VF                 | AF                | GP                |
| Karrierestatistiken                        |                            |                            |                            |                            |                            |                            |                            |                            |                            |                            |                    |                    |                    |                    |                   |                   |
| Jahresendplatzierung                       | unbekannt                  | unbekannt                  | unbekannt                  | unbekannt                  | unbekannt                  | 447                        | 734                        | 1063                       | 311                        | 24                         | 3                  | 3                  | 13                 | 146                | 79                |                   |
| Verband                                    | British Darts Organisation | British Darts Organisation | British Darts Organisation | British Darts Organisation | British Darts Organisation | British Darts Organisation | British Darts Organisation | British Darts Organisation | British Darts Organisation | British Darts Organisation | WDF                | WDF                | WDF                | PDC                | PDC               | PDC               |

| Legende zu den Turnierergebnissen | Legende zu den Turnierergebnissen | Legende zu den Turnierergebnissen | Legende zu den Turnierergebnissen | Legende zu den Turnierergebnissen | Legende zu den Turnierergebnissen | Legende zu den Turnierergebnissen | Legende zu den Turnierergebnissen | Legende zu den Turnierergebnissen | Legende zu den Turnierergebnissen |
| --------------------------------- | --------------------------------- | --------------------------------- | --------------------------------- | --------------------------------- | --------------------------------- | --------------------------------- | --------------------------------- | --------------------------------- | --------------------------------- |
| n/t                               | nicht teilgenommen                | n/q                               | nicht qualifiziert                | n/a                               | nicht ausgetragen                 | #R                                | Aus in jeweiliger Runde           | GP                                | Aus in der Gruppenphase           |
| AF                                | Achtelfinalist                    | VF                                | Viertelfinalist                   | HF                                | Halbfinalist                      | F                                 | Turnierfinalist                   | S                                 | Turniersieger                     |

## Titel

### PDC
- Secondary Tour Events
  - PDC Challenge Tour
    - PDC Challenge Tour 2022: 21
    - PDC Challenge Tour 2023: 5

### WDF
- Gold-Turniere 
  - Denmark Open: (1) 2021
- Silber-Turniere 
  - Italian Open: (1) 2022